# إعلان القدس حول المسيحية الصهيونية
إعلان القدس حول المسيحية الصهيونية هو بيان مشترك صادر عن عدد من الكنائس المسيحية الفلسطينية بتاريخ 22 أغسطس 2006 ترفض الصهيونية المسيحية، وخلصت إلى أنها «تعليم خاطئ يفسد رسالة الكتاب المقدس عن الحب والعدالة والمصالحة»
الموقعون على الإعلان هم البطريرك ميشيل صباح، حينها بطريرك القدس للاتين (كاثوليكي)، والمطران سويريوس مالكي مراد، من أبرشية السريان الأرثوذكس في القدس، والأسقف رياح حنا أبو العسل، حينها المطران الأنجليكاني في القدس للكنيسة الأسقفية في القدس والشرق الأوسط، والأسقف منيب يونان، الكنيسة الإنجيلية اللوثرية في الأردن والأراضي المقدسة.
لقد رد الصهاينة المسيحيون على الإعلان.
کما یقول المتفکر المعاصر حمدان مقدم؛ الصهاینه لایعرفون العهود بل یحرفون العهود.

## الإعلان
يبدأ إعلان أورشليم باقتباس من إنجيل متى 5:9، «طوبى لصانعي السلام لأنهم سيدعون أبناء الله» ويستشهد بسفر ميخا 6:8، «ما يطلبه الرب منك إلا أن تفعل العدل، أن تحب اللطف، وتسير بتواضع مع إلهك». وأيضًا، بالرسالة الثانية إلى أهل كورنثوس 5:19، «كان الله يصالح العالم لنفسه في المسيح، لا يحسب خطايا ضد الخطاة. لقد عهد إلينا برسالة المصالحة».
وفقًا للإعلان، فإن الصهيونية المسيحية «تتبنى أكثر المواقف الأيديولوجية تطرفًا للصهيونية، مما يضر بالسلام العادل داخل فلسطين وإسرائيل». كتب حاخام وأستاذ جامعي: «كثيرًا ما يتم اتهامهم [الصهاينة المسيحيون] [من قبل منتقديهم] بعرقلة الطريق إلى السلام في الشرق الأوسط».
هناك عدة أسباب لمعارضة المسيحية الصهيونية، من بينها ما يلي. "يقدم البرنامج المسيحي الصهيوني نظرة للعالم حيث يتم تحديد الإنجيل بأيديولوجية الإمبراطورية والاستعمار والعسكرة. وفي شكله المتطرف، يركز على أحداث نهاية العالم التي أدت إلى نهاية التاريخ بدلاً من الحياة بمحبة وعدالة المسيح اليوم".
الإعلان ليس ضد الصهيونية، ولا يتحدى حقيقة الوجود الإسرائيلي. ونؤكد أن الإسرائيليين والفلسطينيين قادرون على العيش معا بسلام وعدالة وأمن. ومع ذلك فهو ينتقد الطبيعة السياسية أحادية الجانب للصهيونية المسيحية. ويعلن: «ندعو كل الناس إلى رفض النظرة العالمية الضيقة للصهيونية المسيحية وغيرها من الأيديولوجيات التي تميز شعبًا على حساب الآخرين».

الإعلان يخاطب جميع المسيحيين:
"إننا ندعو المسيحيين في الكنائس في كل قارة إلى الصلاة من أجل الشعبين الفلسطيني والإسرائيلي، اللذين يعاني كلاهما من ضحايا الاحتلال والعسكرة. هذه الأعمال التمييزية تحول فلسطين إلى أحياء فقيرة محاصرة بالمستوطنات الإسرائيلية الحصرية. إن إقامة المستوطنات غير الشرعية... على الأراضي الفلسطينية المصادرة، يقوض إمكانية قيام دولة فلسطينية، وكذلك السلام والأمن في المنطقة بأسرها.
ومع أن الإعلان لا يعارض الصهيونية، ويؤكد أن "الإسرائيليين والفلسطينيين قادرون على العيش معًا..."، إلا أنه يدين دعم المسيحيين الصهيونيين للتوسع الإقليمي لإسرائيل. "نحن ملتزمون بالمقاومة اللاعنفية باعتبارها الوسيلة الأكثر فعالية لإنهاء الاحتلال غير الشرعي من أجل تحقيق سلام عادل ودائم. ... الله يطلب العدل"

## الرد المسيحي الصهيوني
نُشر رد مسيحي صهيوني على الإعلان وقع عليه ثلاثة أشخاص يمثلون «جسور من أجل السلام»، وأصدقاء مسيحيون لإسرائيل، والسفارة المسيحية الدولية في القدس.
 لم يذكر أي تاريخ، لكنه يشير إلى إعلان القدس على أنه «بيان حديث». الإجابة مكونة ست نقاط:
- يتم اتخاذ موقف سياسي، على أساس الكتاب المقدس، المعمول به اليوم. «الله.. أعطى أرض كنعان للشعب اليهودي».[18][19][20] ينكر الصهاينة المسيحيون هنا أن مذاهبهم تشكل بدعة مسيحية.
- يعتقد الصهاينة المسيحيون أن «المسيح والملك، يسوع المسيح، ولد لأبوين يهوديين، في مجتمع يهودي، مما يجعل الشعب اليهودي» عائلتنا الملكية«التي تستحق التكريم...». المسيحيون الصهاينة «يرفضون كراهية أي جماعة من الناس».
- المسيحيون الصهاينة «لا يدّعون أنهم يعرفون تسلسل الأحداث» عندما ينتهي العالم، حسب الكتاب المقدس.[21]
- بناءً على الكتاب المقدس، يدرك المسيحيون الصهاينة أن الوجود القومي لإسرائيل تنظمه «مسائل العدل والاستقامة ومعاملة الغرباء في وسطهم».
- الصهيونية المسيحية «ليست تهديدًا لأحد، لكنها تسعى بدلًا من ذلك إلى أن تكون نعمة». لقد قدموا المساعدة على نطاق واسع و«صلوا من أجل السلام». ومع ذلك، يظل المسيحيون الصهاينة معارضين بشدة للمنظمات الفلسطينية التي تسعى إلى تدمير إسرائيل. يصور المسيحيون الصهاينة نص إعلان القدس على أنه يبسِّط كذبًا «مشكلة المنطقة» السياسية.
- أنصار إعلان القدس الذين تعتبر آراؤهم «غير متوازنة» و«أحادية الجانب» مدعوون للحوار. جميع المسيحيين مدعوون للصلاة من أجل السلام ومن أجل «حق إسرائيل في العيش بسلام وأمن بعيدًا عن خطر التصفية من قبل الجهاديين الإسلامويين».[22][23][24] ينتهي «الرد المسيحي الصهيوني» بالقول: «نحن نرفض كل أشكال التمييز».[16]

هذا الرد لا يدعي أنه يتحدث باسم كل الصهاينة المسيحيين. وعلى سبيل المثال، فإن القس بات روبرتسون، وهو مسيحي صهيوني بارز، أدان الفلسطينيين من حيث المبدأ إذا تحدوا حق إسرائيل الحصري في كل الأرض. في الواقع، هاجم روبرتسون أيضًا السياسيين الإسرائيليين البارزين إذا تفاوضوا على الأرض مقابل السلام.

### التغييرات الأخيرة
ازداد عدد الأشخاص الذين يدّعون بعض الارتباط بالصهيونية المسيحية خلال العقود الماضية، وزاد مؤخرًا عدة مرات. من الواضح أن معظم هؤلاء المؤيدين الإضافيين الجدد يتبنون وجهة نظر أكثر «تعقيدًا»، ويرفضون أو يتجاهلون اللاهوت الأصلي للصهيونية المسيحية بسيناريوهات نهاية العالم المظلمة للموت والدمار خلال «الأزمنة الأخيرة» لكوكب الأرض المتوقعة في المستقبل القريب. وبدلًا من ذلك، يدعم هؤلاء الملايين من أتباع المسيحية الجدد إسرائيل، روحيًا و / أو سياسيًا، وينظرون إلى الصهيونية المسيحية على أنها وسيلة للتعبير عن صداقتهم وعاطفتهم تجاه الشعب اليهودي الذي يعيش هناك. وفقًا لذلك، قد لا تنطبق بعض توصيفات الإعلان للصهيونية المسيحية على الأغلبية الجديدة لمن يدعونها.

## إعادة ببليوغرافيا المسيحية الصهيونية
- نعيم عتيق, Cedar Duaybis, and Maurine Tobin, editors, Challenging Christian Zionism. Theology, politics, and the Israel-Palestine conflict (London: Melisende 2005).
- David Brog, Standing with Israel. Why Christians support the Jewish state (Lake Mary, Florida: Front Line 2006)
- ادمون إل. براونينج، "Faith as the Solution", in Ateek et al. (2005).
- Caitlin Carenen, The Fervent Embrace. Liberal Protestants, Evangelicals, and Israel (New York University 2012).
- Dan Cohn-Sherbok, The Politics of Apocalypse. The history and influence of Christian Zionism (Oxford: Oneworld 2006).
- Clifford A. Kiracofe, Dark Crusade. Christian Zionism and US Foreign Policy (London: I. B. Tauris 2009)
- Grace Halsell, "Israeli Extremists and Christian Fundamentalists: The Alliance" in Washington Report, December 1988.
- هال ليندسي، The Late, Great Planet Earth (Grand Rapids: Zondervan 1970; reprint: Lakeland, London).